# 野口英雄
野口 英雄（のぐち ひでお、1944年7月14日 - ）は、千葉県出身のプロゴルファー。

## 来歴
1971年の第1回美津濃トーナメントで前田新作・草壁政治と並んでの3位タイ、1974年の第4回では内田繁・榎本七郎に次ぐと同時に鈴木規夫・草壁・松井功を抑え、金本章生と並んでの3位タイに入る。
1974年の中日クラウンズでは村上隆・尾崎将司・青木功・島田幸作、グラハム・マーシュ（ オーストラリア）に次ぎ、宮本康弘・金井清一・新井規矩雄・山本善隆・呂良煥（ 中華民国）と並んでの6位タイに入った。
1975年のペプシウィルソントーナメントでは初日を豊田明夫・草壁、ブライアン・ジョーンズ（オーストラリア）、関水利晃・内田・吉川一雄・沼澤聖一・村上・尾崎将・呂良・中村寅吉と並んでの4位タイでスタートし、2日目には中村・尾崎将・ジョーンズと並んでの2位タイ、3日目には鈴木と並んでの4アンダーで2位タイに続いた。
1975年の中部オープンでは初日を加藤辰芳・寺嶋拓夫と共に鈴村照男から2打差2位タイでスタートし、2日目には68をマークして首位に立ち、最終日には69をマークした大場勲に並ばれたが、プレーオフで下してツアー初優勝 を果たす。
1975年の美津濃トーナメントでは内田・草壁に次ぐと同時に林慎一と並んでの4位タイに入った。
1976年のアジアサーキット・シンガポールオープンでは内田袈裟彦、ベン・アルダ（ フィリピン）、マーシュに次ぐ6位 に入った。
帰国後のフジサンケイクラシックでは初日を秋富由利夫と共に69をマークして6位タイでスタートし、2日目も69で回り首位日吉定雄に1打差の2位に浮上するが、3日目には岩下吉久と並んでの4位タイに後退し、最終日には村上と並んでの6位タイに終わった。
日本プロマッチプレーでは予選最終ラウンドまで進み、通算3アンダーで並んだ内田とプレーオフになったが、内田に敗れている。
1976年の産報チャンピオンズでは杉原輝雄・前田と並んでの10位タイ、1978年の美津濃トーナメントでは草壁と並んでの3位タイ、同年の中部オープンでは井上幸一・鈴村久・石井秀夫・内田・石井裕士に次ぐと同時に大場・豊田を抑えての9位に入り、1985年の中部オープンを最後にレギュラーツアーから引退。

## 主な優勝
- 1975年 - 中部オープン